# Федотов Георгій Петрович
Федотов Георгій Петрович (1 (13) жовтня 1886, Саратов — 1 вересня 1951, Нью-Йорк) — російський історик, філософ, релігійний мислитель і публіцист, зокрема автор книг з культурології. Приват-доцент Петербурзького університету (1914—1918), професор Саратовського університету (1920—1922). Федотов емігрував з СРСР до Франції у 1925 році, де був професором Православного Богословського інституту в Парижі (1926—1940), потім переїхав до США та викладав у Свято-Володимирській православній семінарії у Нью-Йорку до самої смерті.